# Diano Castello
Diano Castello – miejscowość i gmina we Włoszech, w regionie Liguria, w prowincji Imperia.
Według danych na rok 2004 gminę zamieszkiwało 1881 osób, 376,2 os./km².